# Varjão de Minas
Varjão de MInas är en kommun i Brasilien.   Den ligger i delstaten Minas Gerais, i den sydöstra delen av landet, 400 km sydost om huvudstaden Brasília. Antalet invånare är 6 065.
Omgivningarna runt Varjão de MInas är huvudsakligen savann. Runt Varjão de MInas är det mycket glesbefolkat, med 7 invånare per kvadratkilometer.